# Marcus Berrett

Marcus Berrett, né le 23 septembre 1975 à Halifax (Royaume-Uni), est un joueur professionnel de squash représentant l'Angleterre puis l'Italie. Il atteint, en janvier 1999, la 37e place mondiale sur le circuit international, son meilleur classement. Il est champion d'Italie à trois reprises consécutives de 2011 à 2013.  
Il est champion d'Europe par équipes en 1999 avec l'Angleterre.

## Biographie
Il participe au championnat d'Europe par équipes 1999 avec l'équipe nationale anglaise et remporte le titre. Lors des championnats du monde individuels, il se qualifie en 1998 et 1999. En 1998, il atteint les huitièmes de finale où il s'incline face à Anthony Hill en trois jeux. Il termine sa dernière saison sur le World Tour en 2005, après quoi il assume diverses fonctions d'entraîneur, notamment pour l'équipe nationale italienne. Il peut jouer pour l'Italie à partir de 2009 et participe ensuite avec l'équipe aux championnats du monde par équipes de 2009 et 2011. Il fait également partie de l'équipe italienne lors des championnats d'Europe cinq années de suite de 2010 à 2015. De 2011 à 2013, il est champion d'Italie individuel. 

## Palmarès

### Titres
- Windy City Open : 1998
- Championnats d'Italie :  3 titres (2011-2013)
- Championnats d'Europe par équipes : 1999